# Tryonia margae
Tryonia margae är en snäckart som beskrevs av Robert Hershler 1989. Tryonia margae ingår i släktet Tryonia och familjen tusensnäckor. Inga underarter finns listade i Catalogue of Life.